# The Graduate (banda sonora)
The Graduate és un àlbum de Simon and Garfunkel, realitzat com a banda sonora de la pel·lícula El graduat de Mike Nichols. Publicat el 21 de gener de 1968, l'àlbum va ser produït per Teo Macero. Encara que l'àlbum inclou dues versions de l'aclamada «Mrs. Robinson», no és la versió completa tal com figura a l'àlbum Bookends. La primera és una versió instrumental, mentre que la segona s'abreuja, disminuint com ho fa en la pel·lícula. No obstant això, l'altra cançó principal de l'àlbum, «The Sound of Silence» és usada tres vegades a la pel·lícula.

## Llista de cançons

### Cara A
1. «The Sound of Silence» – 3:06
2. «The Singleman Party Foxtrot» (Dave Grusin) – 2:52
3. «Mrs. Robinson» – 1:12
4. «Sunporch Cha-Cha-Cha» (Grusin) – 2:53
5. «Scarborough Fair/Canticle (Interlude)» – 1:41
6. «On the Strip» (Grusin) – 2:00
7. «April Come She Will» – 1:50
8. «The Folks» (Grusin) – 2:27

### Cara B
1. «Scarborough Fair/Canticle» – 6:22
2. «A Great Effect» (Grusin) – 4:06
3. «The Big Bright Green Pleasure Machine» – 1:46
4. «Whew» (Grusin) – 2:10
5. «Mrs. Robinson» – 1:12
6. «Sounds of Silence» – 3:08

## Artistes
- Paul Simon: veu, guitarra
- Art Garfunkel: veu, teclat

## Posició a les llistes
| Chart (1968)            | Peak position |
| ----------------------- | ------------- |
| Australian Album Charts | 1             |
| French Album Charts     | 3             |
| Norwegian Album Charts  | 2             |
| Spanish Albums Chart    | 2             |
| UK Album Charts         | 3             |
| US Album Charts         | 1             |